# Ambassade d'Allemagne au Nigeria
L'ambassade d'Allemagne au Nigeria est la représentation diplomatique officielle de l'Allemagne au Nigeria.
Depuis le 27 septembre 2022, Annett Günther est l'ambassadrice extraordinaire et plénipotentiaire et cheffe de l'ambassade,.

## Emplacement
L'ambassade est basée dans la capitale nigériane, Abuja.

## Structure
L'administration est structuré comme suit: 
- Département des politiques
- Département économique
- Unité de coopération économique
- Département culture et presse
- Section juridique et consulaire
- Unité des réfugiés et de la migration
- Attaché militaire

## Attaché militaire
Un attaché de défense allemand est accrédité à l'ambassade d'Abuja depuis au moins fin 2001.  Avec la décision du 22 janvier 2010, l'état-major de l'attaché militaire a été renforcé pour couvrir plusieurs accréditations secondaires à partir du 1er septembre 2013 avec un attaché adjoint à la défense. Outre le Nigeria, l'état-major de l'attaché militaire s'occupe également du Bénin, du Burkina Faso, de la Côte d'Ivoire, du Ghana, du Mali et du Togo.

## Consulat général
En plus de l'ambassade à Abuja, l'Allemagne dispose d'un consulat général à Lagos . Il est situé sur la Victoria Island, près du pont menant à l'île de Lagos, au confluent du ruisseau Five Cowries dans le chenal Commodore. Le consulat général est dirigé par le consul général Bernd von Münchow-Pohl depuis 2021. Le district administratif du consulat général comprend les 17 États du sud du Nigeria, qui forment les zones géopolitiques Sud-Ouest, Sud-Sud et Sud-Est. En outre, le consulat général est responsable des demandes de visa pour tout le Nigeria. 

## Histoire
Le 4 janvier 1954, un consulat ouvre à Lagos. 
Le 1er octobre 1960, le Nigeria devient indépendant avec Lagos pour capitale. Le 4 octobre 1960, le consulat est donc transformé en ambassade. 
Le 12 décembre 1991 Abuja devient officiellement la capitale du Nigeria. Le 14 avril 1993, une section d'ambassade y est implantée, mais ce n'est qu'au début de 2001 qu'elle a obtenu le statut d'ambassade et que l'ambassade à Lagos est devenue une section d'ambassade. 
Le 1er septembre 2008, le site de Lagos devient un consulat général.

## Voir également
- Ambassade du Nigeria en Allemagne